# CCC Team
CCC Team (Kod UCI: CCC) – polska zawodowa grupa kolarska istniejąca w latach 2007–2020.  Do 2018 grupa zarejestrowana była w Stanach Zjednoczonych pod nazwą BMC Racing Team.

## Historia
Zespół został utworzony w 2007. Początkowo grupa opierała się na mistrzu świata z 2009 Cadelu Evansie oraz mistrzu świata z 2008 Alessandro Ballanie. Dzięki temu ekipa otrzymywała dzikie karty na Tour de France 2010 i Giro d’Italia 2010, co przyczyniło się do otrzymania w 2011 licencji UCI ProTeams.
16 lipca 2018 roku poinformowano, że po 12 sezonach funkcjonowania pod nazwą BMC Racing Team, w sezonie 2019 sponsorem tytularnym grupy będzie polska firma CCC, poza związaną z tym zmianą nazwy przeniesiono również od nowego sezonu siedzibę zespołu do Polski.
We wrześniu 2020 poinformowano, że trwająca dwa lata współpraca pomiędzy Continuum Sports i CCC zakończy się wraz z końcem sezonu 2020. Licencję drużyny wykupił Want You Cycling, właściciel drużyny UCI ProContinental Team Circus-Wanty Gobert.

### Nazwa grupy w poszczególnych latach
| lata      | nazwa           |
| --------- | --------------- |
| 2008–2018 | BMC Racing Team |
| 2019–2020 | CCC Team        |

## Sezony

### 2020

#### Skład
| Skład drużyny 2020            | Skład drużyny 2020   | Skład drużyny 2020 | Skład drużyny 2020                     |
| Imię i nazwisko               | Data urodzenia       | Państwo            | Poprzednia grupa                       |
| ----------------------------- | -------------------- | ------------------ | -------------------------------------- |
| William Barta                 | 4 stycznia 1996      | Stany Zjednoczone  | Hagens Berman Axeon (2018)             |
| Patrick Bevin                 | 15 lutego 1991       | Nowa Zelandia      | Cannondale-Drapac (2017)               |
| Josef Černý                   | 11 maja 1993         | Czechy             | Elkov-Author (2018)                    |
| Víctor de la Parte            | 22 czerwca 1986      | Hiszpania          | Movistar Team (2018)                   |
| Alessandro De Marchi          | 19 maja 1986         | Włochy             | Cannondale (2014)                      |
| Simon Geschke                 | 13 marca 1986        | Niemcy             | Team Sunweb (2018)                     |
| Kamil Gradek                  | 17 września 1990     | Polska             | CCC Sprandi Polkowice (2018)           |
| Jan Hirt                      | 21 stycznia 1991     | Czechy             | Astana (2019)                          |
| Jonas Koch                    | 25 czerwca 1993      | Niemcy             | CCC Sprandi Polkowice (2018)           |
| Pawieł Koczetkow              | 7 marca 1986         | Rosja              | Katusha-Alpecin (2019)                 |
| Jakub Mareczko                | 30 kwietnia 1994     | Włochy             | Wilier Triestina-Selle Italia (2018)   |
| Fausto Masnada (1 sty–18 sie) | 6 listopada 1993     | Włochy             | Androni Giocattoli-Sidermec (2019)     |
| Kamil Małecki                 | 2 stycznia 1996      | Polska             | CCC Development (2019)                 |
| Michał Paluta                 | 4 października 1995  | Polska             | CCC Development (2019)                 |
| Serge Pauwels                 | 21 listopada 1983    | Belgia             | Dimension Data (2018)                  |
| Joseph Rosskopf               | 5 września 1989      | Stany Zjednoczone  | Hincapie Sportswear Development (2014) |
| Szymon Sajnok                 | 24 sierpnia 1997     | Polska             | CCC Sprandi Polkowice (2018)           |
| Michael Schär                 | 29 września 1986     | Szwajcaria         | Astana (2009)                          |
| Matteo Trentin                | 2 sierpnia 1989      | Włochy             | Mitchelton-Scott (2019)                |
| Attila Valter                 | 12 czerwca 1998      | Węgry              | CCC Development (2019)                 |
| Greg Van Avermaet             | 17 maja 1985         | Belgia             | Omega Pharma-Lotto (2010)              |
| Gijs Van Hoecke               | 12 listopada 1991    | Belgia             | LottoNL-Jumbo (2018)                   |
| Nathan Van Hooydonck          | 12 października 1995 | Belgia             | BMC Development (2017)                 |
| Guillaume Van Keirsbulck      | 14 lutego 1991       | Belgia             | Wanty-Groupe Gobert (2018)             |
| Francisco Ventoso             | 6 maja 1982          | Hiszpania          | Movistar Team (2016)                   |
| Łukasz Wiśniowski             | 7 grudnia 1991       | Polska             | Team Sky (2018)                        |
| Ilnur Zakarin                 | 15 września 1989     | Rosja              | Katusha-Alpecin (2019)                 |
| Georg Zimmermann              | 11 października 1997 | Niemcy             | Tirol KTM Cycling Team (2019)          |
|                               |                      |                    |                                        |
| Źródło: ProCyclingStats       |                      |                    |                                        |

#### Zwycięstwa
| Zwycięstwa      | Zwycięstwa                                      | Zwycięstwa | Zwycięstwa | Zwycięstwa     | Zwycięstwa |
| Data            | Wyścig                                          | Państwo    | Kategoria  | Zwycięzca      |            |
| --------------- | ----------------------------------------------- | ---------- | ---------- | -------------- | ---------- |
| 20 sie          | Mistrzostwa Polski – jazda indywidualna na czas | Polska     | CN         | Kamil Gradek   |            |
| 20 sie          | Mistrzostwa Czech – jazda indywidualna na czas  | Czechy     | CN         | Josef Černý    |            |
| 29 sie          | Tour du Poitou-Charentes, 4. etap               | Francja    | 2.1        | Josef Černý    |            |
| 30 sie          | Tour de Hongrie, 2. etap                        | Węgry      | 2.1        | Jakub Mareczko |            |
| 31 sie          | Tour de Hongrie, 3. etap                        | Węgry      | 2.1        | Jakub Mareczko |            |
| 1 wrz           | Tour de Hongrie, 4. etap                        | Węgry      | 2.1        | Jakub Mareczko |            |
| 2 września 2020 | Tour de Hongrie, klasyfikacja generalna         | Węgry      | 2.1        | Attila Valter  |            |
| 2 wrz           | Tour de Hongrie, 5. etap                        | Węgry      | 2.1        | Attila Valter  |            |

### 2019

#### Skład
| Skład drużyny 2019                       | Skład drużyny 2019   | Skład drużyny 2019 | Skład drużyny 2019                     |
| Imię i nazwisko                          | Data urodzenia       | Państwo            | Poprzednia grupa                       |
| ---------------------------------------- | -------------------- | ------------------ | -------------------------------------- |
| Amaro Antunes                            | 27 listopada 1990    | Portugalia         | CCC Sprandi Polkowice (2018)           |
| William Barta                            | 4 stycznia 1996      | Stany Zjednoczone  | Hagens Berman Axeon (2018)             |
| Paweł Bernas                             | 24 maja 1990         | Polska             | CCC Sprandi Polkowice (2018)           |
| Patrick Bevin                            | 15 lutego 1991       | Nowa Zelandia      | Cannondale-Drapac (2017)               |
| Josef Černý                              | 11 maja 1993         | Czechy             | Elkov-Author (2018)                    |
| Víctor de la Parte                       | 22 czerwca 1986      | Hiszpania          | Movistar Team (2018)                   |
| Alessandro De Marchi                     | 19 maja 1986         | Włochy             | Cannondale (2014)                      |
| Simon Geschke                            | 13 marca 1986        | Niemcy             | Team Sunweb (2018)                     |
| Kamil Gradek                             | 17 września 1990     | Polska             | CCC Sprandi Polkowice (2018)           |
| Jonas Koch                               | 25 czerwca 1993      | Niemcy             | CCC Sprandi Polkowice (2018)           |
| Jakub Mareczko                           | 30 kwietnia 1994     | Włochy             | Wilier Triestina-Selle Italia (2018)   |
| Łukasz Owsian                            | 24 lutego 1990       | Polska             | CCC Sprandi Polkowice (2018)           |
| Serge Pauwels                            | 21 listopada 1983    | Belgia             | Dimension Data (2018)                  |
| Joseph Rosskopf                          | 5 września 1989      | Stany Zjednoczone  | Hincapie Sportswear Development (2014) |
| Szymon Sajnok                            | 24 sierpnia 1997     | Polska             | CCC Sprandi Polkowice (2018)           |
| Michael Schär                            | 29 września 1986     | Szwajcaria         | Astana (2009)                          |
| Laurens ten Dam                          | 13 listopada 1980    | Holandia           | Team Sunweb (2018)                     |
| Greg Van Avermaet                        | 17 maja 1985         | Belgia             | Omega Pharma-Lotto (2010)              |
| Gijs Van Hoecke                          | 12 listopada 1991    | Belgia             | LottoNL-Jumbo (2018)                   |
| Nathan Van Hooydonck                     | 12 października 1995 | Belgia             | BMC Development (2017)                 |
| Guillaume Van Keirsbulck                 | 14 lutego 1991       | Belgia             | Wanty-Groupe Gobert (2018)             |
| Francisco Ventoso                        | 6 maja 1982          | Hiszpania          | Movistar Team (2016)                   |
| Łukasz Wiśniowski                        | 7 grudnia 1991       | Polska             | Team Sky (2018)                        |
| Riccardo Zoidl                           | 8 kwietnia 1988      | Austria            | Felbermayr Simplon Wels (2018)         |
|                                          |                      |                    |                                        |
| Źródła: ProCyclingStats Cycling Quotient |                      |                    |                                        |

#### Zwycięstwa
| Zwycięstwa | Zwycięstwa                                              | Zwycięstwa      | Zwycięstwa | Zwycięstwa        | Zwycięstwa |
| Data       | Wyścig                                                  | Państwo         | Kategoria  | Zwycięzca         |            |
| ---------- | ------------------------------------------------------- | --------------- | ---------- | ----------------- | ---------- |
| 4 sty      | Mistrzostwa Nowej Zelandii – jazda indywidualna na czas | Nowa Zelandia   | CN         | Patrick Bevin     |            |
| 16 sty     | Tour Down Under, 2. etap                                | Australia       | 2.UWT      | Patrick Bevin     |            |
| 8 lut      | Volta a la Comunitat Valenciana, 3. etap                | Hiszpania       | 2.1        | Greg Van Avermaet |            |
| 5 maj      | Tour de Yorkshire, 4. etap                              | Wielka Brytania | 2.HC       | Greg Van Avermaet |            |
| 15 wrz     | Grand Prix Cycliste de Montréal                         | Kanada          | 1.UWT      | Greg Van Avermaet |            |

### 2018

#### Skład
| Skład drużyny 2018                       | Skład drużyny 2018   | Skład drużyny 2018 | Skład drużyny 2018                     |
| Imię i nazwisko                          | Data urodzenia       | Państwo            | Poprzednia grupa                       |
| ---------------------------------------- | -------------------- | ------------------ | -------------------------------------- |
| Alberto Bettiol                          | 29 października 1993 | Włochy             | Cannondale-Drapac (2017)               |
| Patrick Bevin                            | 15 lutego 1991       | Nowa Zelandia      | Cannondale-Drapac (2017)               |
| Tom Bohli                                | 17 stycznia 1994     | Szwajcaria         | BMC Development (2015)                 |
| Brent Bookwalter                         | 16 lutego 1984       | Stany Zjednoczone  | VMG Racing (2007)                      |
| Damiano Caruso                           | 12 października 1987 | Włochy             | Cannondale (2014)                      |
| Alessandro De Marchi                     | 19 maja 1986         | Włochy             | Cannondale (2014)                      |
| Rohan Dennis                             | 28 maja 1990         | Australia          | Garmin-Sharp (2014)                    |
| Jean-Pierre Drucker                      | 3 września 1986      | Luksemburg         | Wanty-Groupe Gobert (2014)             |
| Kilian Frankiny                          | 26 stycznia 1994     | Szwajcaria         | BMC Development (2016)                 |
| Simon Gerrans (1 sty–21 paź)             | 16 maja 1980         | Australia          | Orica-Scott (2017)                     |
| Stefan Küng                              | 16 listopada 1993    | Szwajcaria         | BMC Development (2014)                 |
| Richie Porte                             | 30 stycznia 1985     | Australia          | Team Sky (2015)                        |
| Nicolas Roche                            | 3 lipca 1984         | Irlandia           | Team Sky (2016)                        |
| Jürgen Roelandts                         | 2 lipca 1985         | Belgia             | Lotto-Soudal (2017)                    |
| Joseph Rosskopf                          | 5 września 1989      | Stany Zjednoczone  | Hincapie Sportswear Development (2014) |
| Michael Schär                            | 29 września 1986     | Szwajcaria         | Astana (2009)                          |
| Miles Scotson                            | 18 stycznia 1994     | Australia          | Illuminate (2016)                      |
| Dylan Teuns                              | 1 marca 1992         | Belgia             | BMC Development (2014)                 |
| Greg Van Avermaet                        | 17 maja 1985         | Belgia             | Omega Pharma-Lotto (2010)              |
| Tejay van Garderen                       | 12 sierpnia 1988     | Stany Zjednoczone  | HTC-Highroad (2011)                    |
| Nathan Van Hooydonck                     | 12 października 1995 | Belgia             | BMC Development (2017)                 |
| Francisco Ventoso                        | 6 maja 1982          | Hiszpania          | Movistar Team (2016)                   |
| Loïc Vliegen                             | 20 grudnia 1993      | Belgia             | BMC Development (2015)                 |
| Danilo Wyss                              | 26 sierpnia 1985     | Szwajcaria         | Atlas-Romer's Hausbäckerei (2007)      |
|                                          |                      |                    |                                        |
| Źródła: ProCyclingStats Cycling Quotient |                      |                    |                                        |

#### Zwycięstwa
| Wyścig                                  | Kategoria | Zwycięzca            |
| --------------------------------------- | --------- | -------------------- |
| Mistrzostwa Australii (ITT)             | NC        | Rohan Dennis         |
| 5. etap Tour Down Under                 | 2.UWT     | Richie Porte         |
| 5. etap Volta a la Comunitat Valenciana | 2.1       | Jürgen Roelandts     |
| 3. etap Tour of Oman                    | 2.HC      | Greg Van Avermaet    |
| 4. etap Abu Dhabi Tour (ITT)            | 2.UWT     | Rohan Dennis         |
| 1. etap Tirreno-Adriático (TTT)         | 2.UWT     | BMC Racing Team      |
| 7. etap Tirreno-Adriático (ITT)         | 2.UWT     | Rohan Dennis         |
| Tour de Yorkshire                       | 2.1       | Greg Van Avermaet    |
| Tour of California                      | 2.UWT     | Tejay van Garderen   |
| 16. etap Giro d’Italia (ITT)            | 2.UWT     | Rohan Dennis         |
| 1. etap Tour de Suisse (TTT)            | 2.UWT     | BMC Racing Team      |
| 9. etap Tour de Suisse (ITT)            | 2.UWT     | Stefan Küng          |
| Tour de Suisse                          | 2.UWT     | Richie Porte         |
| Mistrzostwa USA (ITT)                   | NC        | Joey Rosskopf        |
| Mistrzostwa Szwajcarii (ITT)            | NC        | Stefan Küng          |
| 3. etap Tour de France (TTT)            | 2.UWT     | BMC Racing Team      |
| prolog Tour of Utah                     | 2.HC      | Tejay van Garderen   |
| 2. etap Binck Bank Tour (ITT)           | 2.UWT     | Stefan Küng          |
| 1. etap Vuelta a España (ITT)           | 2.UWT     | Rohan Dennis         |
| 11. etap Vuelta a España                | 2.UWT     | Alessandro De Marchi |
| 16. etap Vuelta a España (ITT)          | 2.UWT     | Rohan Dennis         |
| Mistrzostwa Świata (ITT)                | WC        | Rohan Dennis         |
| Giro dell’Emilia                        | 1.HC      | Alessandro De Marchi |

### 2017

#### Skład
| Skład drużyny 2017                       | Skład drużyny 2017   | Skład drużyny 2017 | Skład drużyny 2017                     |
| Imię i nazwisko                          | Data urodzenia       | Państwo            | Poprzednia grupa                       |
| ---------------------------------------- | -------------------- | ------------------ | -------------------------------------- |
| Tom Bohli                                | 17 stycznia 1994     | Szwajcaria         | BMC Development (2015)                 |
| Brent Bookwalter                         | 16 lutego 1984       | Stany Zjednoczone  | VMG Racing (2007)                      |
| Damiano Caruso                           | 12 października 1987 | Włochy             | Cannondale (2014)                      |
| Alessandro De Marchi                     | 19 maja 1986         | Włochy             | Cannondale (2014)                      |
| Rohan Dennis                             | 28 maja 1990         | Australia          | Garmin-Sharp (2014)                    |
| Silvan Dillier                           | 3 sierpnia 1990      | Szwajcaria         | BMC Development (2013)                 |
| Jean-Pierre Drucker                      | 3 września 1986      | Luksemburg         | Wanty-Groupe Gobert (2014)             |
| Martin Elmiger                           | 23 września 1978     | Szwajcaria         | IAM Cycling (2016)                     |
| Kilian Frankiny                          | 26 stycznia 1994     | Szwajcaria         | BMC Development (2016)                 |
| Floris Gerts                             | 3 maja 1992          | Holandia           | BMC Development (2015)                 |
| Ben Hermans                              | 8 czerwca 1986       | Belgia             | RadioShack-Leopard (2013)              |
| Stefan Küng                              | 16 listopada 1993    | Szwajcaria         | BMC Development (2014)                 |
| Amaël Moinard                            | 2 lutego 1982        | Francja            | Cofidis, le Crédit en Ligne (2010)     |
| Daniel Oss                               | 13 stycznia 1987     | Włochy             | Liquigas-Cannondale (2012)             |
| Richie Porte                             | 30 stycznia 1985     | Australia          | Team Sky (2015)                        |
| Manuel Quinziato                         | 30 października 1979 | Włochy             | Liquigas-Doimo (2010)                  |
| Nicolas Roche                            | 3 lipca 1984         | Irlandia           | Team Sky (2016)                        |
| Joseph Rosskopf                          | 5 września 1989      | Stany Zjednoczone  | Hincapie Sportswear Development (2014) |
| Samuel Sánchez (19 lut–5 paź, Przypis)   | 5 lutego 1978        | Hiszpania          | Euskaltel Euskadi (2013)               |
| Michael Schär                            | 29 września 1986     | Szwajcaria         | Astana (2009)                          |
| Miles Scotson                            | 18 stycznia 1994     | Australia          | Illuminate (2016)                      |
| Manuel Senni                             | 11 marca 1992        | Włochy             | Colpack (2014)                         |
| Dylan Teuns                              | 1 marca 1992         | Belgia             | BMC Development (2014)                 |
| Greg Van Avermaet                        | 17 maja 1985         | Belgia             | Omega Pharma-Lotto (2010)              |
| Tejay van Garderen                       | 12 sierpnia 1988     | Stany Zjednoczone  | HTC-Highroad (2011)                    |
| Francisco Ventoso                        | 6 maja 1982          | Hiszpania          | Movistar Team (2016)                   |
| Loïc Vliegen                             | 20 grudnia 1993      | Belgia             | BMC Development (2015)                 |
| Danilo Wyss                              | 26 sierpnia 1985     | Szwajcaria         | Atlas-Romer's Hausbäckerei (2007)      |
| Nathan Van Hooydonck (15 maj–31 gru)     | 12 października 1995 | Belgia             | BMC Development (2017)                 |
| Patrick Müller (1 sie–31 gru, stażysta)  | 18 kwietnia 1996     | Szwajcaria         | BMC Development (2017)                 |
| Bram Welten (1 sie–31 gru, stażysta)     | 29 marca 1997        | Holandia           | BMC Development (2017)                 |
|                                          |                      |                    |                                        |
| Źródła: ProCyclingStats Cycling Quotient |                      |                    |                                        |

Przypis: Samuel Sánchez, zwolniony za doping

#### Zwycięstwa
| Zwycięstwa       | Zwycięstwa                                           | Zwycięstwa        | Zwycięstwa | Zwycięstwa          | Zwycięstwa |
| Data             | Wyścig                                               | Państwo           | Kategoria  | Zwycięzca           |            |
| ---------------- | ---------------------------------------------------- | ----------------- | ---------- | ------------------- | ---------- |
| 5 sty            | Mistrzostwa Australii – jazda indywidualna na czas   | Australia         | CN         | Rohan Dennis        |            |
| 8 sty            | Mistrzostwa Australii – start wspólny                | Australia         | CN         | Miles Scotson       |            |
| 18 sty           | Tour Down Under, 2. etap                             | Australia         | 2.UWT      | Richie Porte        |            |
| 21 sty           | Tour Down Under, 5. etap                             | Australia         | 2.UWT      | Richie Porte        |            |
| 22 stycznia 2017 | Tour Down Under, klasyfikacja generalna              | Australia         | 2.UWT      | Richie Porte        |            |
| 1 lut            | Volta a la Comunitat Valenciana, 1. etap             | Hiszpania         | 2.1        | BMC Racing Team     |            |
| 15 lut           | Tour of Oman, 2. etap                                | Oman              | 2.HC       | Ben Hermans         |            |
| 18 lut           | Tour of Oman, 5. etap                                | Oman              | 2.HC       | Ben Hermans         |            |
| 19 lutego 2017   | Tour of Oman, klasyfikacja generalna                 | Oman              | 2.HC       | Ben Hermans         |            |
| 23 lutego 2017   | Tour de La Provence, klasyfikacja generalna          | Francja           | 2.1        | Rohan Dennis        |            |
| 25 lut           | Omloop Het Nieuwsblad                                | Belgia            | 1.UWT      | Greg Van Avermaet   |            |
| 8 mar            | Tirreno-Adriático, 1. etap                           | Włochy            | 2.UWT      | BMC Racing Team     |            |
| 11 mar           | Paryż-Nicea, 7. etap                                 | Francja           | 2.UWT      | Richie Porte        |            |
| 14 mar           | Tirreno-Adriático, 7. etap                           | Włochy            | 2.UWT      | Rohan Dennis        |            |
| 21 mar           | Volta Ciclista a Catalunya, 2. etap                  | Hiszpania         | 2.UWT      | BMC Racing Team     |            |
| 24 mar           | E3 Saxo Classic                                      | Belgia            | 1.UWT      | Greg Van Avermaet   |            |
| 26 mar           | Gandawa-Wevelgem                                     | Belgia            | 1.UWT      | Greg Van Avermaet   |            |
| 9 kwi            | Paryż-Roubaix                                        | Francja           | 1.UWT      | Greg Van Avermaet   |            |
| 18 kwi           | Tour of the Alps, 2. etap                            | Austria           | 2.HC       | Rohan Dennis        |            |
| 27 kwi           | Tour de Romandie, 2. etap                            | Szwajcaria        | 2.UWT      | Stefan Küng         |            |
| 30 kwietnia 2017 | Tour de Romandie, klasyfikacja generalna             | Szwajcaria        | 2.UWT      | Richie Porte        |            |
| 11 maj           | Giro d'Italia, 6. etap                               | Włochy            | 2.UWT      | Silvan Dillier      |            |
| 25 maj           | Giro d'Italia, 18. etap                              | Włochy            | 2.UWT      | Tejay van Garderen  |            |
| 1 cze            | Tour de Luxembourg, 1. etap                          | Luksemburg        | 2.HC       | Jean-Pierre Drucker |            |
| 2 cze            | Tour de Luxembourg, 2. etap                          | Luksemburg        | 2.HC       | Greg Van Avermaet   |            |
| 4 cze            | Tour de Luxembourg, 4. etap                          | Luksemburg        | 2.HC       | Greg Van Avermaet   |            |
| 4 czerwca 2017   | Tour de Luxembourg, klasyfikacja generalna           | Luksemburg        | 2.HC       | Greg Van Avermaet   |            |
| 7 cze            | Critérium du Dauphiné, 4. etap                       | Francja           | 2.UWT      | Richie Porte        |            |
| 10 cze           | Tour de Suisse, prolog                               | Szwajcaria        | 2.UWT      | Rohan Dennis        |            |
| 18 czerwca 2017  | Route d’Occitanie, klasyfikacja generalna            | Francja           | 2.1        | Silvan Dillier      |            |
| 18 cze           | Tour de Suisse, 8. etap                              | Szwajcaria        | 2.UWT      | Rohan Dennis        |            |
| 21 cze           | Mistrzostwa Luksemburga – jazda indywidualna na czas | Luksemburg        | CN         | Jean-Pierre Drucker |            |
| 22 cze           | Mistrzostwa Szwajcarii – jazda indywidualna na czas  | Szwajcaria        | CN         | Stefan Küng         |            |
| 24 cze           | Mistrzostwa USA – jazda indywidualna na czas         | Stany Zjednoczone | CN         | Joseph Rosskopf     |            |
| 25 cze           | Mistrzostwa Szwajcarii – start wspólny               | Szwajcaria        | CN         | Silvan Dillier      |            |
| 24 lip           | Tour de Wallonie, 3. etap                            | Belgia            | 2.HC       | Dylan Teuns         |            |
| 25 lip           | Tour de Wallonie, 4. etap                            | Belgia            | 2.HC       | Jean-Pierre Drucker |            |
| 26 lipca 2017    | Tour de Wallonie, klasyfikacja generalna             | Belgia            | 2.HC       | Dylan Teuns         |            |
| 26 lip           | Tour de Wallonie, 5. etap                            | Belgia            | 2.HC       | Dylan Teuns         |            |
| 31 lip           | Tour de Pologne, 3. etap                             | Polska            | 2.UWT      | Dylan Teuns         |            |
| 1 sie            | Tour of Utah, 2. etap                                | Stany Zjednoczone | 2.HC       | Brent Bookwalter    |            |
| 4 sierpnia 2017  | Tour de Pologne, klasyfikacja generalna              | Polska            | 2.UWT      | Dylan Teuns         |            |
| 8 sie            | Benelux Tour, 2. etap                                | Holandia          | 2.UWT      | Stefan Küng         |            |
| 10 sie           | Arctic Race of Norway, 1. etap                       | Norwegia          | 2.HC       | Dylan Teuns         |            |
| 13 sierpnia 2017 | Arctic Race of Norway, klasyfikacja generalna        | Norwegia          | 2.HC       | Dylan Teuns         |            |
| 13 sie           | Colorado Classic, klasyfikacja generalna             | Stany Zjednoczone | 2.HC       | Manuel Senni        |            |
| 13 sie           | Arctic Race of Norway, 4. etap                       | Norwegia          | 2.HC       | Dylan Teuns         |            |
| 19 sie           | Vuelta a España, 1. etap                             | Francja           | 2.UWT      | BMC Racing Team     |            |

### 2016

#### Skład
| Skład drużyny 2016                        | Skład drużyny 2016   | Skład drużyny 2016 | Skład drużyny 2016                     |
| Imię i nazwisko                           | Data urodzenia       | Państwo            | Poprzednia grupa                       |
| ----------------------------------------- | -------------------- | ------------------ | -------------------------------------- |
| Darwin Atapuma                            | 15 stycznia 1988     | Kolumbia           | Colombia (2013)                        |
| Tom Bohli                                 | 17 stycznia 1994     | Szwajcaria         | BMC Development (2015)                 |
| Brent Bookwalter                          | 16 lutego 1984       | Stany Zjednoczone  | VMG Racing (2007)                      |
| Marcus Burghardt                          | 30 czerwca 1983      | Niemcy             | Columbia-HTC (2009)                    |
| Damiano Caruso                            | 12 października 1987 | Włochy             | Cannondale (2014)                      |
| Alessandro De Marchi                      | 19 maja 1986         | Włochy             | Cannondale (2014)                      |
| Rohan Dennis                              | 28 maja 1990         | Australia          | Garmin-Sharp (2014)                    |
| Silvan Dillier                            | 3 sierpnia 1990      | Szwajcaria         | BMC Development (2013)                 |
| Jean-Pierre Drucker                       | 3 września 1986      | Luksemburg         | Wanty-Groupe Gobert (2014)             |
| Floris Gerts                              | 3 maja 1992          | Holandia           | BMC Development (2015)                 |
| Philippe Gilbert                          | 5 lipca 1982         | Belgia             | Omega Pharma-Lotto (2011)              |
| Ben Hermans                               | 8 czerwca 1986       | Belgia             | RadioShack-Leopard (2013)              |
| Stefan Küng                               | 16 listopada 1993    | Szwajcaria         | BMC Development (2014)                 |
| Amaël Moinard                             | 2 lutego 1982        | Francja            | Cofidis, le Crédit en Ligne (2010)     |
| Daniel Oss                                | 13 stycznia 1987     | Włochy             | Liquigas-Cannondale (2012)             |
| Taylor Phinney                            | 27 czerwca 1990      | Stany Zjednoczone  | Trek Livestrong U23 (2010)             |
| Richie Porte                              | 30 stycznia 1985     | Australia          | Team Sky (2015)                        |
| Manuel Quinziato                          | 30 października 1979 | Włochy             | Liquigas-Doimo (2010)                  |
| Joseph Rosskopf                           | 5 września 1989      | Stany Zjednoczone  | Hincapie Sportswear Development (2014) |
| Samuel Sánchez                            | 5 lutego 1978        | Hiszpania          | Euskaltel Euskadi (2013)               |
| Michael Schär                             | 29 września 1986     | Szwajcaria         | Astana (2009)                          |
| Manuel Senni                              | 11 marca 1992        | Włochy             | Colpack (2014)                         |
| Dylan Teuns                               | 1 marca 1992         | Belgia             | BMC Development (2014)                 |
| Greg Van Avermaet                         | 17 maja 1985         | Belgia             | Omega Pharma-Lotto (2010)              |
| Tejay van Garderen                        | 12 sierpnia 1988     | Stany Zjednoczone  | HTC-Highroad (2011)                    |
| Peter Velits                              | 21 lutego 1985       | Słowacja           | Omega Pharma-Quick Step (2013)         |
| Loïc Vliegen                              | 20 grudnia 1993      | Belgia             | BMC Development (2015)                 |
| Danilo Wyss                               | 26 sierpnia 1985     | Szwajcaria         | Atlas-Romer's Hausbäckerei (2007)      |
| Rick Zabel                                | 7 grudnia 1993       | Niemcy             | Rabobank Development (2013)            |
| Taylor Eisenhart (1 sie–31 gru, stażysta) | 14 czerwca 1994      | Stany Zjednoczone  | BMC Development (2016)                 |
| Fabian Lienhard (1 sie–31 gru, stażysta)  | 3 września 1993      | Szwajcaria         |                                        |
|                                           |                      |                    |                                        |
| Źródła: ProCyclingStats Cycling Archives  |                      |                    |                                        |

#### Zwycięstwa
| Zwycięstwa       | Zwycięstwa                                         | Zwycięstwa        | Zwycięstwa | Zwycięstwa          | Zwycięstwa |
| Data             | Wyścig                                             | Państwo           | Kategoria  | Zwycięzca           |            |
| ---------------- | -------------------------------------------------- | ----------------- | ---------- | ------------------- | ---------- |
| 7 sty            | Mistrzostwa Australii – jazda indywidualna na czas | Australia         | CN         | Rohan Dennis        |            |
| 23 sty           | Tour Down Under, 5. etap                           | Australia         | 2.UWT      | Richie Porte        |            |
| 13 lut           | Vuelta a Murcia                                    | Hiszpania         | 1.1        | Philippe Gilbert    |            |
| 20 lut           | Vuelta a Andalucía, 4. etap                        | Hiszpania         | 2.1        | Tejay van Garderen  |            |
| 27 lut           | Omloop Het Nieuwsblad                              | Belgia            | 1.HC       | Greg Van Avermaet   |            |
| 4 mar            | Driedaagse van West-Vlaanderen, prolog             | Belgia            | 2.1        | Tom Bohli           |            |
| 9 mar            | Tirreno-Adriático, 1. etap                         | Włochy            | 2.UWT      | BMC Racing Team     |            |
| 14 mar           | Tirreno-Adriático, 6. etap                         | Włochy            | 2.UWT      | Greg Van Avermaet   |            |
| 15 marca 2016    | Tirreno-Adriático, klasyfikacja generalna          | Włochy            | 2.UWT      | Greg Van Avermaet   |            |
| 2 kwi            | Volta Limburg Classic                              | Holandia          | 1.1        | Floris Gerts        |            |
| 7 kwi            | Vuelta al País Vasco, 4. etap                      | Hiszpania         | 2.UWT      | Samuel Sánchez      |            |
| 20 maj           | Tour of California, 6. etap                        | Stany Zjednoczone | 2.HC       | Rohan Dennis        |            |
| 27 maj           | Mistrzostwa USA – jazda indywidualna na czas       | Stany Zjednoczone | CN         | Taylor Phinney      |            |
| 1 cze            | Tour de Luxembourg, prolog                         | Luksemburg        | 2.HC       | Jean-Pierre Drucker |            |
| 3 cze            | Tour de Luxembourg, 2. etap                        | Luksemburg        | 2.HC       | Philippe Gilbert    |            |
| 5 cze            | Tour de Luxembourg, 4. etap                        | Luksemburg        | 2.HC       | Philippe Gilbert    |            |
| 14 cze           | Tour de Suisse, 4. etap                            | Szwajcaria        | 2.UWT      | Maximiliano Richeze |            |
| 16 cze           | Tour de Suisse, 6. etap                            | Szwajcaria        | 2.UWT      | Pieter Weening      |            |
| 22 cze           | Mistrzostwa Włoch – jazda indywidualna na czas     | Włochy            | CN         | Manuel Quinziato    |            |
| 26 cze           | Mistrzostwa Belgii – start wspólny                 | Belgia            | CN         | Philippe Gilbert    |            |
| 6 lip            | Tour de France, 5. etap                            | Francja           | 2.UWT      | Greg Van Avermaet   |            |
| 16 sie           | Tour du Limousin, 1. etap                          | Francja           | 2.1        | Joseph Rosskopf     |            |
| 19 sierpnia 2016 | Tour du Limousin, klasyfikacja generalna           | Francja           | 2.1        | Joseph Rosskopf     |            |
| 5 wrz            | Vuelta a España, 16. etap                          | Hiszpania         | 2.UWT      | Jean-Pierre Drucker |            |
| 10 wrz           | Tour of Britain, 7. b etap                         | Wielka Brytania   | 2.HC       | Rohan Dennis        |            |
| 11 wrz           | Grand Prix Cycliste de Montréal                    | Kanada            | 1.UWT      | Greg Van Avermaet   |            |
| 20 wrz           | Benelux Tour, 2. etap                              | Holandia          | 2.UWT      | Rohan Dennis        |            |
| 23 wrz           | Benelux Tour, 5. etap                              | Holandia          | 2.UWT      | BMC Racing Team     |            |

### 2015

#### Skład
| Skład drużyny 2015                       | Skład drużyny 2015   | Skład drużyny 2015 | Skład drużyny 2015                     |
| Imię i nazwisko                          | Data urodzenia       | Państwo            | Poprzednia grupa                       |
| ---------------------------------------- | -------------------- | ------------------ | -------------------------------------- |
| Darwin Atapuma                           | 15 stycznia 1988     | Kolumbia           | Colombia (2013)                        |
| Brent Bookwalter                         | 16 lutego 1984       | Stany Zjednoczone  | VMG Racing (2007)                      |
| Marcus Burghardt                         | 30 czerwca 1983      | Niemcy             | Columbia-HTC (2009)                    |
| Damiano Caruso                           | 12 października 1987 | Włochy             | Cannondale (2014)                      |
| Alessandro De Marchi                     | 19 maja 1986         | Włochy             | Cannondale (2014)                      |
| Rohan Dennis                             | 28 maja 1990         | Australia          | Garmin-Sharp (2014)                    |
| Silvan Dillier                           | 3 sierpnia 1990      | Szwajcaria         | BMC Development (2013)                 |
| Jean-Pierre Drucker                      | 3 września 1986      | Luksemburg         | Wanty-Groupe Gobert (2014)             |
| Cadel Evans                              | 14 lutego 1977       | Australia          | Silence-Lotto (2009)                   |
| Campbell Flakemore                       | 6 sierpnia 1992      | Australia          | Avanti Racing Team (2014)              |
| Philippe Gilbert                         | 5 lipca 1982         | Belgia             | Omega Pharma-Lotto (2011)              |
| Ben Hermans                              | 8 czerwca 1986       | Belgia             | RadioShack-Leopard (2013)              |
| Stefan Küng                              | 16 listopada 1993    | Szwajcaria         | BMC Development (2014)                 |
| Klaas Lodewyck                           | 24 marca 1988        | Belgia             | Omega Pharma-Lotto (2011)              |
| Amaël Moinard                            | 2 lutego 1982        | Francja            | Cofidis, le Crédit en Ligne (2010)     |
| Daniel Oss                               | 13 stycznia 1987     | Włochy             | Liquigas-Cannondale (2012)             |
| Taylor Phinney                           | 27 czerwca 1990      | Stany Zjednoczone  | Trek Livestrong U23 (2010)             |
| Manuel Quinziato                         | 30 października 1979 | Włochy             | Liquigas-Doimo (2010)                  |
| Joseph Rosskopf                          | 5 września 1989      | Stany Zjednoczone  | Hincapie Sportswear Development (2014) |
| Samuel Sánchez                           | 5 lutego 1978        | Hiszpania          | Euskaltel Euskadi (2013)               |
| Michael Schär                            | 29 września 1986     | Szwajcaria         | Astana (2009)                          |
| Manuel Senni                             | 11 marca 1992        | Włochy             | Colpack (2014)                         |
| Peter Stetina                            | 8 sierpnia 1987      | Stany Zjednoczone  | Garmin-Sharp (2013)                    |
| Dylan Teuns                              | 1 marca 1992         | Belgia             | BMC Development (2014)                 |
| Greg Van Avermaet                        | 17 maja 1985         | Belgia             | Omega Pharma-Lotto (2010)              |
| Tejay van Garderen                       | 12 sierpnia 1988     | Stany Zjednoczone  | HTC-Highroad (2011)                    |
| Peter Velits                             | 21 lutego 1985       | Słowacja           | Omega Pharma-Quick Step (2013)         |
| Loïc Vliegen (24 cze–31 gru)             | 20 grudnia 1993      | Belgia             | BMC Development (2014)                 |
| Danilo Wyss                              | 26 sierpnia 1985     | Szwajcaria         | Atlas-Romer's Hausbäckerei (2007)      |
| Rick Zabel                               | 7 grudnia 1993       | Niemcy             | Rabobank Development (2013)            |
| Tom Bohli (1 sie–31 gru, stażysta)       | 17 stycznia 1994     | Szwajcaria         | BMC Development (2015)                 |
| Kilian Frankiny (1 sie–31 gru, stażysta) | 26 stycznia 1994     | Szwajcaria         | BMC Development (2015)                 |
| Floris Gerts (1 sie–31 gru, stażysta)    | 3 maja 1992          | Holandia           | Rabobank Development (2014)            |
|                                          |                      |                    |                                        |
| Źródło: ProCyclingStats                  |                      |                    |                                        |

#### Zwycięstwa
| Wyścig                                  | Kategoria | Zwycięzca            |
| --------------------------------------- | --------- | -------------------- |
| 3. etap Tour Down Under                 | 2.UWT     | Rohan Dennis         |
| Tour Down Under                         | 2.UWT     | Rohan Dennis         |
| 3. etap Tirreno-Adriático               | 2.UWT     | Greg Van Avermaet    |
| 4. etap Volta Ciclista a Catalunya      | 2.UWT     | Tejay van Garderen   |
| Volta Limburg Classic                   | 1.1       | Stefan Küng          |
| Brabantse Pijl                          | 1.HC      | Ben Hermans          |
| 4. etap Tour de Romandie                | 2.UWT     | Stefan Küng          |
| 3. etap Tour de Yorkshire               | 2.1       | Ben Hermans          |
| 12. etap Giro d’Italia                  | 2.UWT     | Philippe Gilbert     |
| 18. etap Giro d’Italia                  | 2.UWT     | Philippe Gilbert     |
| 4. etap Baloise Belgium Tour            | 2.HC      | Greg Van Avermaet    |
| Baloise Belgium Tour                    | 2.HC      | Greg Van Avermaet    |
| 3. etap Critérium du Dauphiné (TTT)     | 2.UWT     | BMC Racing Team      |
| Mistrzostwa Szwajcarii (ITT)            | NC        | Silvan Dillier       |
| Mistrzostwa Szwajcarii                  | NC        | Danilo Wyss          |
| 1. etap Tour de France (ITT)            | 2.UWT     | Rohan Dennis         |
| 3. etap Österreich-Rundfahrt            | 2.HC      | Rick Zabel           |
| 9. etap Tour de France (TTT)            | 2.UWT     | BMC Racing Team      |
| 13. etap Tour de France                 | 2.UWT     | Greg Van Avermaet    |
| Grand Prix Cerami                       | 1.1       | Philippe Gilbert     |
| 3. etap Tour de Wallonie                | 2.HC      | Philippe Gilbert     |
| RideLondon-Surrey Classic               | 1.HC      | Jempy Drucker        |
| 3. etap Arctic Race of Norway           | 2.HC      | Ben Hermans          |
| 4. etap Arctic Race of Norway           | 2.HC      | Silvan Dillier       |
| 7. etap Eneco Tour                      | 2.UWT     | Manuel Quinziato     |
| 1. etap USA Pro Cycling Challenge       | 2.HC      | Taylor Phinney       |
| 2. etap USA Pro Cycling Challenge       | 2.HC      | Brent Bookwalter     |
| 4. etap USA Pro Cycling Challenge       | 2.HC      | Rohan Dennis         |
| 5. etap USA Pro Cycling Challenge (ITT) | 2.HC      | Rohan Dennis         |
| 1. etap Vuelta a España (TTT)           | 2.UWT     | BMC Racing Team      |
| USA Pro Cycling Challenge               | 2.HC      | Rohan Dennis         |
| 14. etap Vuelta a España                | 2.UWT     | Alessandro De Marchi |
| Mistrzostwa świata (TTT)                | WC        | BMC Racing Team      |

### 2014

#### Zwycięstwa
| Wyścig                                  | Kategoria | Zwycięzca          |
| --------------------------------------- | --------- | ------------------ |
| 3. etap Tour Down Under                 | 2.UWT     | Cadel Evans        |
| 1. etap Dubai Tour (TTT)                | 2.1       | Taylor Phinney     |
| Dubai Tour                              | 2.1       | Taylor Phinney     |
| 4. etap Tour Méditerranéen (TTT)        | 2.1       | Steve Cummings     |
| Tour Méditerranéen                      | 2.1       | Steve Cummings     |
| 2. etap Tour du Haut-Var                | 2.1       | Amaël Moinard      |
| 4. etap Volta Ciclista a Catalunya      | 2.UWT     | Tejay van Garderen |
| Brabantse Pijl                          | 1.HC      | Philippe Gilbert   |
| 3. etap Amstel Gold Race                | 1.UWT     | Philippe Gilbert   |
| 1. etap Giro del Trentino (TTT)         | 2.HC      | BMC Racing Team    |
| 3. etap Giro del Trentino               | 2.HC      | Cadel Evans        |
| Giro del Trentino                       | 2.HC      | Cadel Evans        |
| 5. etap Tour of California              | 2.HC      | Taylor Phinney     |
| Mistrzostwa USA (ITT)                   | NC        | Taylor Phinney     |
| prolog Ster ZLM Toer                    | 2.1       | Philippe Gilbert   |
| 3. etap Ster ZLM Toer                   | 2.1       | Philippe Gilbert   |
| Ster ZLM Toer                           | 2.1       | Philippe Gilbert   |
| Mistrzostwa Słowacji (ITT)              | NC        | Peter Velits       |
| 2. etap Tour of Utah                    | 2.1       | Michael Schär      |
| 6. etap Tour of Utah                    | 2.1       | Cadel Evans        |
| 7. etap Tour of Utah                    | 2.1       | Cadel Evans        |
| 5. etap Eneco Tour                      | 2.UWT     | Greg Van Avermaet  |
| 3. etap USA Pro Cycling Challenge       | 2.HC      | Tejay van Garderen |
| 6. etap USA Pro Cycling Challenge (ITT) | 2.HC      | Tejay van Garderen |
| USA Pro Cycling Challenge               | 2.HC      | Tejay van Garderen |
| 5. etap Tour de l’Avenir                | 2.Ncup    | Dylan Teuns        |
| Grand Prix de Wallonie                  | 1.1       | Greg Van Avermaet  |
| Primus Classic Impanis – Van Petegem    | 1.1       | Greg Van Avermaet  |
| Mistrzostwa świata (TTT)                | WC        | BMC Racing Team    |
| 2. etap Tour of Beijing                 | 2.UWT     | Philippe Gilbert   |
| Tour of Beijing                         | 2.UWT     | Philippe Gilbert   |

### 2013

#### Zwycięstwa
| Wyścig                                  | Kategoria | Zwycięzca          |
| --------------------------------------- | --------- | ------------------ |
| 1. etap Tour of Qatar                   | 2.HC      | Brent Bookwalter   |
| 2. etap Tour of Qatar (TTT)             | 2.HC      | BMC Racing Team    |
| 1. etap Tour du Haut-Var                | 2.1       | Thor Hushovd       |
| 3. etap Giro del Trentino               | 2.HC      | Ivan Santaromita   |
| 6. etap Tour of California (ITT)        | 2.HC      | Tejay van Garderen |
| Tour of California                      | 2.HC      | Tejay van Garderen |
| Mistrzostwa Włoch                       | NC        | Ivan Santaromita   |
| Mistrzostwa Włoch (ITT)                 | NC        | Marco Pinotti      |
| Mistrzostwa Norwegii                    | NC        | Thor Hushovd       |
| Mistrzostwa Szwajcarii                  | NC        | Michael Schär      |
| 3. etap Österreich-Rundfahrt            | 2.HC      | Thor Hushovd       |
| 4. etap Österreich-Rundfahrt            | 2.HC      | Mathias Frank      |
| 5. etap Österreich-Rundfahrt            | 2.HC      | Mathias Frank      |
| 3. etap Tour de Wallonie                | 2.HC      | Greg Van Avermaet  |
| 5. etap Tour de Wallonie                | 2.HC      | Greg Van Avermaet  |
| Tour de Wallonie                        | 2.HC      | Greg Van Avermaet  |
| 3. etap Tour de Pologne                 | WT        | Thor Hushovd       |
| 4. etap Tour de Pologne                 | WT        | Taylor Phinney     |
| 5. etap Tour de Pologne                 | WT        | Thor Hushovd       |
| 1. etap Tour of Utah                    | 2.1       | Greg Van Avermaet  |
| 2. etap Arctic Race of Norway           | 2.1       | Thor Hushovd       |
| 4. etap Arctic Race of Norway           | 2.1       | Thor Hushovd       |
| Arctic Race of Norway                   | 2.1       | Thor Hushovd       |
| 2. etap USA Pro Cycling Challenge       | 2.HC      | Mathias Frank      |
| 5. etap USA Pro Cycling Challenge (ITT) | 2.HC      | Tejay van Garderen |
| USA Pro Cycling Challenge               | 2.HC      | Tejay van Garderen |
| 12. etap Vuelta a España                | WT        | Philippe Gilbert   |
| 2. etap Tour of Alberta                 | 2.1       | Silvan Dillier     |
| 4. etap Tour of Alberta                 | 2.1       | Cadel Evans        |
| 1. etap Tour of Beijing                 | WT        | Thor Hushovd       |

### 2012

#### Zwycięstwa
| Wyścig                                  | Kategoria | Zwycięzca          |
| --------------------------------------- | --------- | ------------------ |
| 2. etap Critérium International (ITT)   | 2.HC      | Cadel Evans        |
| Critérium International                 | 2.HC      | Cadel Evans        |
| Giro del Trentino (TTT)                 | 2.HC      | BMC Racing Team    |
| Giro di Toscana                         | 1.1       | Alessandro Ballan  |
| prolog Giro d’Italia                    | WT        | Taylor Phinney     |
| 20. etap Giro d’Italia (ITT)            | WT        | Marco Pinotti      |
| 1. etap Critérium du Dauphiné           | WT        | Cadel Evans        |
| Mistrzostwa Szwajcarii                  | NC        | Martin Kohler      |
| 7. etap Österreich-Rundfahrt (ITT)      | 2.HC      | Marco Pinotti      |
| 1. etap Paris–Corrèze                   | 2.1       | Adam Blythe        |
| 5. etap Tour of Utah                    | 2.1       | Johann Tschopp     |
| 7. etap Eneco Tour                      | 2.UWT     | Alessandro Ballan  |
| Tour of Utah                            | 2.1       | Johann Tschopp     |
| 2. etap USA Pro Cycling Challenge       | 2.HC      | Tejay van Garderen |
| 7. etap USA Pro Cycling Challenge (ITT) | 2.HC      | Taylor Phinney     |
| 9. etap Vuelta a España                 | WT        | Philippe Gilbert   |
| 13. etap Vuelta a España                | WT        | Steve Cummings     |
| 19. etap Vuelta a España                | WT        | Philippe Gilbert   |
| Mistrzostwa Świata                      | WC        | Philippe Gilbert   |
| Binche–Chimay–Binche                    | 1.1       | Adam Blythe        |
| 5. etap Tour of Beijing                 | WT        | Steve Cummings     |

### 2011

#### Zwycięstwa
| Wyścig                       | Kategoria | Zwycięzca         |
| ---------------------------- | --------- | ----------------- |
| 6. etap Tirreno-Adriático    | WT        | Cadel Evans       |
| Tirreno-Adriático            | WT        | Cadel Evans       |
| Tour de Romandie             | WT        | Cadel Evans       |
| Mistrzostwa Szwajcarii (ITT) | NC        | Martin Kohler     |
| Mistrzostwa Norwegii         | NC        | Alexander Kristof |
| 4. etap Tour de France       | WT        | Cadel Evans       |
| 6. etap Österreich-Rundfahrt | 2.HC      | Greg Van Avermaet |
| Tour de France               | WT        | Cadel Evans       |
| 5. etap Tour de Wallonie     | 2.HC      | Greg Van Avermaet |
| Tour de Wallonie             | 2.HC      | Greg Van Avermaet |
| prolog Eneco Tour            | 2.UWT     | Taylor Phinney    |
| USA Pro Cycling Challenge    | 2.1       | George Hincapie   |
| Paryż-Tours                  | 1.HC      | Greg Van Avermaet |

### 2010
| Wyścig                 | Kategoria | Zwycięzca        |
| ---------------------- | --------- | ---------------- |
| La Flèche Wallonne     | 1.HC      | Cadel Evans      |
| 7. etap Giro d’Italia  | 2.HC      | Cadel Evans      |
| 4. etap Tour de Suisse | PT        | Marcus Burghardt |
| 6. etap Tour de Suisse | PT        | Marcus Burghardt |
| 4. etap Tour of Utah   | 2.1       | Jeff Louder      |

### 2009

#### Zwycięstwa
| Wyścig                  | Kategoria | Zwycięzca     |
| ----------------------- | --------- | ------------- |
| Tour de Beauce          | 2.2       | Danilo Wyss   |
| 5. etap Grand Prix Tell | 2.2       | Thomas Frei   |
| Grand Prix Tell         | 2.2       | Mathias Frank |

### 2008

#### Zwycięstwa
| Wyścig                   | Kategoria | Zwycięzca       |
| ------------------------ | --------- | --------------- |
| 3. etap Tour de Leelanau | 1.2       | Taylor Tolleson |
| Rochester Omnium         | 2.2       | Antonio Cruz    |